# شاه ولي الله الدهلوي
وَليُّ اللَّه أَحْمَدُ بْنُ عَبْدِ الرَّحِيمِ بْنِ وَجيهِ الدّينِ بْنِ مُعْظَمِ بْنِ مَنْصورٍ الحنفي عملاً، الشافعي تدريساً، الأشعري معتقداً، والدهلوي مولداً، والعمري نسباً، الصوفي على الطريقة النقشبندية. (1114هـ - 1176هـ = 1703م - 1762م) عالم دين هندي مجدد وإليه تنتمي الديوبندية فكرياً، ويعرف بمسند الهند. وإمام المحدثين بالهند، كان معروفًا لكونه سببًا في انتشار الإسلام في شبه القارة الهندية، وأيضا باضطهاده لامبراطورية ماراثا والسيخ[بحاجة لمصدر]. وكان له دور في بعض المعارك التي حدثت بين المسلمين والسيخ والهندوس في عهده، كما كان لصيحات مدرسة "شاه ولى الله الدِّهلوي" أثر حيث قاد العلماء الجهاد، وخاضوا غمار الحروب والمعارك لإنقاذ المسلمين من الإنجليز، ومن السيخ الذين لقوا دعمًا من المحتلين. وكان ابنه الأكبر، الشيخ عبد العزيز الدهلوي، أحد تلامذته المستفيدين من علمه ومنهجه، فقام بعده بإكمال جهود أبيه وتوسيع نطاقها.

## عَقيدَتُهُ وَمَذْهَبُهُ وَتَصَوُّفَهُ
كان الدِّهْلَوِيّ على عقيدة الأشاعرة كما وصف هو نفسه، وكان يشيد بالمذهب الأشعري، ويرشد الناس إليه، ويحيل على كتب أئمة الأشاعرة في علم الكلام، من خلال مؤلفاته وكتاباته، وله سند معروف في الكتب الكلامية على المذهب الأشعري إلى مصنفيها، وكذلك سنده في «الفتوحات المكية» للشيخ محيي الدين بن عربي. ومنهجه الذي صار عليه في العقيدة هو منهج أشعري أو ماتريدي، وهو منهج اختاره له والده الشيخ عبد الرحيم الدهلوي. وكذلك ما كتبه هو نفسه في بعض إجازاته لمن ختم عنده قراءة «صحيح البخاري»؛ إذ ورد فيها ما نصه: «..... وكَتَبَه بيده الفقيرُ إلى رحمة الله الكريم الودود ولي الله أحمد بن عبد الرحيم بن وجيه الدين بن معظم بن منصور بن أحمد بن محمود – عفى الله عنه وعنهم، وألحقه وإياهم بأسلافهم الصالحين – العمري نسباً، الدهلوي وطناً، الأشعري عقيدة، الصوفي طريقة، الحنفي عملاً، والحنفي والشافعي تدريساً...». كتب هذا في عام 1159هـ، كما في آخر تلك الإجازة، وهذا يعني أنه كان في الخامسة والأربعين من عمره، وبعد أربعة عشر عاماً من رجوعه من الحرمين الشريفين.
وقال الإمام الدهلوي في كتابه «خزائن الحكمة»: «ولمذهب أهل السنة عندنا وقعٌ، ومذهبه من تماثيل مذهب الصحابة». ثم قال: «لو اعتُبرتِ الحالة التي تحق بالصحابة فلا تحقيق إلا في مذهب الأشاعرة، وهذه الحالة هي التي تجب على المقلدين، فكل فرقة مقلدة أبت ذلك فهي خاطئة».

## نَشْأَتْهُ وَحَياتُهُ مُنْذُ الصِّغَرِ
ولد الشاه ولي الله قبل وفاة أورنكزيب عالمكير بأربع سنين في مطلع القرن الثامن عشر الميلادي بدهلي في أسرة نبيلة تنتمي إلى أمير المؤمنين عمر بن الخطاب من جهة الأب وإلى الإمام موسى الكاظم من جهة الأم، وكان أبوه الشاه عبد الرحيم أحد العلماء الكبار واحد كبار مشايخ النبقشندية ويعتبر من الذين اشتركوا في تدوين الموسوعة الفقهية المسماة الفتاوى العالمكيرية المعروفة بالفتاوى الهندية.
وكان أبوه الشيخ عبد الرحيم من كبار مشايخ دهلي ومن أعيانهم، له حظ وافر من العلوم الظاهرة والباطنة مع علو كعبه في طريقة الصوفية، وهو بُشّر بولده في رؤيا صالحة بشّره بذلك الشيخ قطب الدين بختيار الأوشي، وقال له أن يسميه باسمه إذا ولد فلذلك قيل له «قطب الدين».
أخذ العلوم عن والده الشيخ عبد الرحيم، وقرأ عليه الرسائل المختصرة بالفارسية والعربية، وقرأ عليه طرفاً من مشكاة المصابيح، وصحيح البخاري، والشمائل المحمدية للترمذي، وتفسير النسفي، وتفسير البيضاوي، والهداية، وشرح الوقاية والتوضيح والتلويح، وشرحي التلخيص المختصر والمطول للعلامة سعد الدين التفتازاني، وغير ذلك من كتب التصوف والمنطق وعلم الكلام وعلم الهيئة وعلم الحساب، وكان يختلف في أثناء الدرس إلى إمام الحديث في زمانه الشيخ محمد أفضل السيالكوتي فانتفع به في الحديث، واشتغل بالدرس بعد أبيه نحواً من اثنتي عشرة سنة، وتوفى أبوه وهو في سابع عشرة من عمره، إلى أن اشتاق زيارة الحرمين الشريفين فرحل إليهما سنة 1134هـ ومعه خاله الشيخ عبيد الله البارهوي وابن خاله محمد عاشق وغيرهما من أصحابه، فأقام بالحرمين الشريفين عامين كاملين وصحب علماء الحرمين صحبة شريفة، وتتلمذ على الشيخ أبي طاهر محمد بن إبراهيم الكردي المدني في المدينة المنورة، وتلقى منه جميع صحيح البخاري ما بين قراءة وسماع، وشيئاً من صحيح مسلم وجامع الترمذي وسنن أبي داود وسنن ابن ماجه وموطأ الإمام مالك ومسند الإمام أحمد والرسالة للإمام الشافعي والجامع الكبير، وسمع منه مسند الحافظ الدارمي السمرقندي المعروف بسنن الدارمي من أوله إلى آخره في عشرة مجالس كلها بالمسجد النبوي عند المحراب العثماني تجاه القبر النبوي الشريف، وشيئاً من الأدب المفرد للبخاري، وشيئاً من أول الشفاء للقاضي عياض، وسمع عليه (الأمم) فهرس الشيخ إبراهيم بن الحسن الكردي المدني، فأجازه الشيخ أبو طاهر إجازة عامة بما تجوز له وعنه روايته من مقروء ومسموع، وأصول وفروع، وحديث وقديم، ومحفوظ ورقيم (أي: مكتوب)، وذلك في سنة 1144هـ
ثم ورد بمكة المكرمة وأخذ موطأ مالك عن الشيخ وفد الله المالكي المكي، وحضر دروس الشيخ تاج الدين القلعي المكي أياماً حين ما كان يدرس صحيح البخاري، وسمع عليه أطراف الكتب الستة وموطأ مالك ومسند الدارمي وكتاب الآثار لمحمد بن الحسن الشيباني، وأخذ الإجازة عنه لسائر الكتب، وأخذ عنه الحديث المسلسل بالأولية، وهو أول حديث سمع منه بعد عودته من زيارة القبر النبوي الشريف، وعاد إلى الهند سنة 1145هـ، هذا ما ذكره صاحب نزهة الخواطر في ترجمته. ثم ذكر ما خصه الله به من علوم وحِكَم وذكر ما قال فيه أكابر العلماء، ونقل عن المفتي عنايت أحمد الكاكوروي - وكان من تلاميذ الشيخ المحدث الشاه محمد إسحاق الدهلوي - أنه قال: إن الشيخ ولي الله مثله كمثل شجرة أصلها في بيته وفرعها في كل بيت من بيوت المسلمين، فما من بيت ولا مكان من بيوت المسلمين وأمكنتهم إلا وفيه فرع من تلك الشجرة لا يعرف غالب الناس أين أصلها.
ومن نعم الله تعالى عليه ما أكرمه الله به من الفصاحة في اللغة العربية، والربط الخاص بالفنون الأدبية من النظم والنثر. ومنها علوم الفقه على المذاهب الأربعة وأصحابهم والاطلاع على مأخذ المسائل ومنازع الحجج والدلائل. ومنها علم الحديث والأثر مع حفظ المتون وضبط الأسانيد والنظر في دواوين المجاميع والمسانيد، ولم يتفق لأحد قبله ممن كان يعتني بهذا العلم من أهل قطره ما اتفق له من رواية الأثر وإشاعته في الأكناف البعيدة. ومنها علم تفسير وتأويل القرآن. ومنها أصول هذه العلوم ومبادئها التي هذبها تهذيباً بليغاً وأكثر من التصرف فيها، فأما أصول التفسير فكتابه (الفوز الكبير) فيها شاهد صدق على براعته، وأما أصول الحديث فله فيها باع رحيب، وقد أشار ابنه عبد العزيز أنه له فيها تحقيقات لم يسبق إليها، وأما أصول الفقه فإنه شرح أصول المذاهب المختلفة وجمعها وبين الفرق بين الأمور الجدلية والأصول الفقهية ورد وجوه الاستنباط على كثرتها إلى عشرة، وأسس قواعد الجمع بين مختلف الأدلة وبين قوانين الترجيح.
ومن نعم الله تعالى عليه أن ألهمه الجمع بين الفقه والحديث وأسرار السنن ومصالح الأحكام وسائر ما جاء به النبي ﷺ. وقد أثنى عليه أكابر العلماء ومنهم شيخه أبو طاهر محمد بن إبراهيم المدني، قال: إنه يسند عني اللفظ وكنت أصحح منه المعنى، أو كلمة تشبه ذلك، وكتبها فيما كتب له وهذا يقرب من قول البخاري في أبي عيسى الترمذي حين قال له: ما انتفعت بك أكثر مما انتفعت بي. قال الشيخ محمد زكريا الكاندهلوي في بعض دروسه: «إني كتبت إلى جميع من يشتغل في الهند بالحديث من مختلفي الطوائف أن يكتب إليّ سنده إلى أصحاب كتب الحديث، فتحقق لي من أجوبتهم أنه لا سند لأهل الهند إلا أن الشاه ولي الله قدس الله سره واقع في أثناء سنده».

## عَائِلَتَهُ
والده هو الشيخ عبد الرحيم بن الشهيد وجيه الدين، كان من معاصري السلطان أونك زيب عالم كير (السلطان المغولي الشهير)، شارك لفترة في مشروع تقنين الفقه الإسلامي، والذي ظهر بعد ذلك في صورة الفتاوى العالمكيرية أو الفتاوى الهندية، ثم ترك هذا العمل بتوجيه من شيخه، وكان من المبرزين في العلوم العقلية والنقلية، وكان حنفيا من أهل الطريقة النقشبندية، وقد جمع ابنه الشاه أهل الله -شقيق الشاه ولي الله- مكاتيبه وأحاديثه العرفانية في كتاب سماه «أنفاس رحيمية». وتذكر كتب التراجم أن مناصب الإفتاء والقضاء كانت مختصة بأسرة الدهلوي من القرن السادس الهجري.
تزوج الإمام الشاه ولي الله الدهلوي باثنتين: الأولى عندما كان عمره خمسة عشر عاما، وولدت له بنتين -هما صالحة وأمة العزيز- ثم محمدا عام 1146هـ، وتوفيت سنة 1149 هـ. بعد وفاتها تزوج الثانية، فأنجبت له بنتين وأربعة أولاد، نعرف بأولاده هنا باختصار، وهم بالترتيب على النحو التالي:
- الشاه عبد العزيز (1159-1239هـ): وهو أكبر الأولاد من الزوجة الثانية، رباه أبوه مع آخرين. توفي أبوه وهو ابن سبعة عشر عاما، لكنه حمل وراثة أبيه، قيادة مسلمي الهند الدينية والاجتماعية في ظروف كانت أشد من ظروف أبيه، وقاد المسلمين بجدارة، ولقب بسراج الهند. من أهم تصانيفه: «التفسير العزيزي»، «والفتاوى العزيزية»، و«ملفوظات الشاه عبد العزيز»، و«العجالة النافعة»، و«بستان المحدثين»، و«التحفة الإثنا عشرية»، و«سر الشهادتين»، و«ميزان البلاغة»، و«تحقيق الرؤيا»، و«ميزان الكلام»، «حاشية مير زاهد» وغيرها.
- الشاه رفيع الدين (1163- 1233 هـ): درس العلوم الابتدائية على أبيه الذي توفي وهو في سن الثالثة عشرة، فتولى أخوه الأكبر تربيته، ثم حفظ القرآن الكريم. اشتهر من مؤلفاته: «دمغ الباطل» و«مقدمة العلم» و«كتاب التكميل»، و«أسرار المحبة»، و«رسالة في العروض والقوافي»، و«رسالة شق القمر»، و«راه نجات» (طريق النجاة)، و«ترجمة القرآن الكريم باللغة الأردية».
- الشاه عبد القادر (1167- 1230هـ): كان معروفا بالعلم والفضل والاستغناء والتقوى. كتب ترجمة تفسيرية للقرآن الكريم، وكتب تفسيرا مختصرا له سماه موضح القرآن، وتعتبر هذه الترجمة من أدق تراجم القرآن الكريم وأحسنها، مثل «ترجمة أبيه للقرآن الكريم باللغة الفارسية»، كان يقوم بتربية الراغبين في التربية والمقبلين عليها، ودرس كتاب الله طول حياته.
- الشاه عبد الغني: هو أصغر أولاد الشاه ولي الله الدهلوي، ولد عام 1171هـ، ولم يكن معروفا بالعلم، لكنه ترك ابنا كان غرة جبين الإصلاح والحركة الجهادية في الهند، وهو السيد إسماعيل الشهيد.

## تَعْليمُهُ
تلقى الشيخ ولي الله العلوم الابتدائية من والده الشيخ عبد الرحيم الذي كان مديرا لمدرسة كانت تسمى المدرسة الرحيمية، دخل الكتّاب في الخامسة من عمره، وأكمل القرآن الكريم في السابعة، وأكمل دراسته للعلوم الابتدائية وهو ابن عشر سنوات. كان يدرس كتاب «شرح الملا جامي على كتاب الكافية» لابن الحاجب، ولما بلغ أربع عشرة سنة درس الجزء المقرر من «تفسير البيضاوي»، وتزوج في نفس السنة، وأكمل التحصيل العلمي، وبايع والده في سن الخامسة عشرة على الطريقة النقشبندية. وكان الشيخ ولي الله الدهلوي ذكيا مفرطا في الذكاء، جيد الحفظ، ومن هنا تمكن من إكمال الدراسة في هذا العمر المبكر، يقول ابنه الشاه عبد العزيز عنه: «ما رأيت أحدا أقوى ذاكرة من والدي».
أما المنهج الدراسي الذي درسه الشيخ وتخرج عليه فكان بسيطا جدا، فقد -حسب ما ذكره بنفسه- درس في كل فن كتبا معينة على التفصيل التالي:
- التفسير: «مدارك التنزيل وحقائق التأويل»، وأجزاء من «تفسير البيضاوي».
- الحديث: «مشكاة المصابيح» كاملا -باستثناء من كتاب البيوع إلى كتاب الأدب-، و«صحيح البخاري» -من البداية إلى كتاب الطهارة-، و«شمائل النبي» للترمذي.
- الفقه: «شرح الوقاية والهداية» للمرغيناني كله -إلا القليل منه-.
- أصول الفقه: «الحسامي»، و«التوضيح والتلويح» -بعض أجزائه-.
- المنطق والفلسفة: «شرح الرسالة الشمسية»، و«شرح المطالع»، و«شرح هداية الحكمة» -الميبذي-.
- علم الكلام: «شرح العقائد النسفية» للتفتازاني مع حاشيته للخيالي، و«شرح المواقف».
- التصوف: «عوارف المعارف» -بعض أجزائه- «الرسائل النقشبندية»، و«شرح رباعيات الملا جامي»، و«اللوائح»، و«مقدمة شرح اللمعات»، و«مقدمة نقد الفصوص».
- الطب: «موجز القانون».
- النحو: «الكافية»، و«شرح الملا عبد الرحمن الجامي على الكافية».
- البلاغة: «مختصر المعاني»، و«المطول»، شرحان لـ«تلخيص المفتاح» للتفتازاني.
- الرياضي: بعض الرسائل المختصرة.
- خواص الأسماء والآيات: استفاد من والده في ذلك مباشرة.

لم يكتف الشيخ بهذه الدراسة المنهجية فقط، بل كان يقرأ كتبا خارج المنهج، وكان يتدبر كتاب الله عز وجل، يقول في هذا الصدد: «حضرت في خدمة الوالد في المدرسة عدة مرات بعد التدبر في أسباب النزول، والتفكر في معاني القرآن، وبعد قراءة التفاسير، وكان هذا المنهج سبب فتح عظيم لي».
لما توفي والده الشيخ عبد الرحيم عام 1131هـ كان عمره سبعة عشر عاما، فتولى منصب التدريس في المدرسة الرحيمية، واستمر فيه اثني عشر عاما كاملا، وفي هذه الفترة وجد الفرصة لقراءة الكتب ومطالعتها بنهم كبير، فتوسعت آفاق معرفته، ونضج إدراكه وفهمه، وتحددت لديه في هذه الفترة معالم منهجه العلمي القادم، يقول الشيخ في هذا: "بعد الاطلاع على كتب المذاهب الفقهية الأربعة في الفقه وأصول الفقه والنظر في الأحاديث التي يستدلون بها اطمئنان القلب. وهذا يعني أنه قرر أن يسلك مسلك الفقهاء والمحدثين في عملية الإصلاح والتجديد، وليس منهج العقلانيين من أهل العلوم العقلية وغيرهم.
في أواخر عام 1143هـ سافر لأداء فريضة الحج، وبعد أدائها زار المدينة المنورة، وقرر أخذ الحديث عن علماء الحرمين، فحضر دروس الشيخ أبي طاهر المدني، ودرس عليه كتب الحديث كـ«صحيح البخاري»، و«صحيح مسلم»، و«سنن الترمذي»، و«سنن أبي داود»، و«سنن ابن ماجة»، و«موطأ الإمام مالك»، و«مسند الإمام أحمد»، و«الرسالة» للإمام الشافعي، و«الأدب المفرد» للإمام البخاري، و«الشفا في حقوق المصطفى» للقاضي عياض، وحصل على الإجازة من الشيخ لرواية كتب الحديث.
وعاد إلى مكة في العام التالي لأداء الحج ثانية، وفيها درس «الموطأ» على الشيخ وفد الله المالكي، وحصل منه على الإجازة لجميع مرويات والده من الأحاديث، وشارك في درس «صحيح البخاري» للشيخ تاج الدين القلعي. ودرس الشيخ على عدد كبير من المشايخ في الحرمين المكي والمدني، منهم الشيخ حسن العجيمي، والشيخ أحمد النخلي، والشيخ عبد الله بن سالم البصري، والشيخ أحمد بن علي الشناوي، والشيخ أحمد بن محمد بن يونس القشاقشي، والشيخ عبد الرحمن الإدريسي، والشيخ شمس الدين محمد بن علاء البابلي، والشيخ عيسى الجعفري المغربي، والشيخ محمد بن محمد سليمان المغربي، والشيخ إبراهيم الكردي، وغيرهم.
بعد هذه الإفادة من المشايخ في الحرمين، والتحصيل العلمي المتميز، وخاصة في مجال حديث الرسول رجع الشيخ ولي الله الدهلوي إلى الهند في شهر رجب عام 1145هـ واستمر في عمله إلى نهاية عمره.

## عَمَلُهُ اَلْتَجْديدِي والْإِصْلاحيِّ
قام الإمام ولي الله الدهلوي بعمل تجديدي وإصلاحي ضخم جدا، ولا يمكن تخيلُ ضخامة ذلك العمل التجديدي ما لم نطلع على أحوال المسلمين في الهند في تلك الفترة، وما لم نتصور تلك الظروف التي آلت إليها الحالة السياسية والاجتماعية والدينية والفكرية للمسلمين في الهند في الفترة التي بدأ فيها الشيخ عمله التجديدي، لكننا لا نستطيع أن نتناول تلك الظروف بالتفصيل في هذه العجالة، لكن يمكننا تناول ذلك العمل تحت ثلاثة عناوين تالية: التدريس، والإصلاح الفكري والعلمي، والتصنيف.

### التدريس وإعداد الرجال
كان الشيخ يُدرّس مختلف العلوم والفنون في بداية أمره، ثم ركز على تدريس كتب الحديث، والقرآن الكريم، وسلم تدريس الفنون الأخرى لمن أعدهم لتلك الفنون، فإنه أعد في كل فن شخصا ماهرا. يقول ابنه عبد العزيز: «إن الوالد المحترم كان قد أعد شخصا في كل فن وعلم، وكان يسلم طلاب ذلك الفن والعلم له، أما هو فكان مشغولا بالوعظ والكتابة وتدريس الحديث». وقد ذكر الشيخ ولي الله في مقدمة «فتح الرحمن بترجمة القرآن» أن تدريسه القرآن الكريم كان سببا في كتابة جزء من ترجمة القرآن الكريم، يقول: «لا جرم صمم العزم على تأليف ترجمة أخرى، وأنجزت ترجمة الزهراوين بالفعل، ثم عرَضت رحلةٌ إلى الحرمين، وانقطعت هذه السلسلة، وبعد سنوات من ذلك حضر أحد الأعزاء وبدأ عليه قراءة القرآن مع ترجمته، فأثارت هذه الحال تلك العزيمة السابقة، واِتُّفِقَ على أن تُكتب الدروس التي تتم دراستها كل يوم، ولما وصلنا إلى ثلث القرآن عرض لذلك العزيز سفرٌ فتوقفت الكتابة». والسبب في اهتمامه بتدريس كتب الحديث والقرآن الكريم أن الناس كانوا يهتمون بالعلوم العقلية والعلوم الآلية الأخرى، وكانوا قد نسوا الكتاب والسنة والاهتمام بهما. ومن أشهر تلامذيه أنجاله الأربعة: الشاه عبد العزيز -الذي كان خليفة أبيه، وهو أكبر إخوته سنا وآخرهم وفاة- والشاه رفيع الدين، والشاه عبد القادر، والشاه عبد الغني، ومنهم الشيخ معين الدين السندي صاحب «دراسات اللبيب في الأسوة بالحبيب»، والشيخ محمد أمين الكشميري، ومرتضى الزبيدي البلجرامي (ت 1205هـ) صاحب «تاج العروس شرح القاموس»، وصاحب «إتحاف السادة المتقين بشرح إحياء علوم الدين»، والشيخ ثناء الله الباني بتي (ت 1225هـ) صاحب «التفسير المظهري»، والمجدد الجيلاني ولي الدين القادري البغدادي (ت1741) وغيرهم كثيرون.

### الوعظ والإرشاد والإصلاح الاجتماعي
لما كان الوضع في الهند يغلب عليه الطابع العرفاني الصوفي، اختار الشاه ولي الله الدهلوي نفس الأسلوب لعملية الإصلاح الاجتماعي والفكري العام، لكن لم يقتصر جهده على الأوراد والأذكار فقط، بل كان يهتم بإصلاح مريديه في كل نواحي الحياة، وقد حالفه نجاح كبير في هذا الجانب حيث ربى مجموعة جيدة من الرجال، لكنه لم يتمكن -كما يرى الأستاذ المودودي- أن ينشئ حركةً تعمل لتنفيذ خطته الفكرية والحضارية؛ لأن العمل الفكري والعلمي أخذ كل وقته. إلى جانب ذلك حاول تنقية التصوف من شوائب الشرك وخرافات البدع، وخاصة بعد عودته من رحلة الحج التي كانت في الحقيقة رحلة في طلب العلم، وخاصة في طلب الحديث.

### العمل العلمي والإصلاح الفكري
من أهم ما قام به الإمام الدهلوي هو توجيه النقد لتاريخ الإسلام والمسلمين بعد أن ميز بصورة دقيقة بين ما يمكن أن يسمى بتاريخ الإسلام وما يمكن تسميته بتاريخ المسلمين، ثم ألقى نظرة دقيقة على التاريخ وذكر خصائص كل فترة زمنية، ومن خلال ذلك توصل إلى المشاكل والمفاسد الموجودة في مختلف الفترات التاريخية، وتوصل إلى أن السبب الحقيقي وراء كل تلك المفاسد والمشاكل أمران:
1. الأول: انتقال السلطة السياسية من الخلافة الراشدة إلى الملكية، وقد تحدث عن الفروق الأساسية بين النظامين بالتفصيل في كتابه «إزالة الخفاء عن خلافة الخلفاء»، وتحدث عن الآثار المترتبة على هذا التغير والانتقال من الخلافة إلى الملكية.
2. والثاني: استيلاء الجمود على العقول وموت روح الاجتهاد، وأما هذه المشكلة والمفسدة فقد تحدث عنها في جميع كتبه، مثل «إزالة الخفاء»، و«حجة الله البالغة»، و«البدور البازغة»، و«التفهيمات» وغيرها.

### توجيه النقد للأوضاع القائمة في عصره
توجه الشيخ أيضاً إلى نقد الأوضاع القائمة في عصره، وتبيين الانحرافات الموجودة لدى جميع أطياف المجتمع وطبقاته.

### التجديد الفكري والعلمي
إلى جانب العمل النقدي قام الإمام بعملٍ فكري تجديدي بَنّاءٍ كبير قدم من خلاله الإسلام في صورة نظام أخلاقي وحضاري متكامل، وذلك من خلال اثنين من كتبه العظيمة؛ هما «حجة الله البالغة»، و«البدور البازغة»، فإنه أقام فلسفة اجتماعية متكاملة على النظام الأخلاقي في كتاب «حجة الله البالغة»، فتحدث بالتفصيل عن آداب المعاش، وتدبير المنزل، وفن المعاملات، وسياسة المدينة، والعدل، والضرائب على المحاصيل، ونظام الدولة، وتنظيم الجيوش، وأشار ضمن ذلك إلى ما يوجب الفساد في الحضارة، وتناول بعد ذلك نظام الشريعة، والعبادات، والأحكام والقوانين، ووضح حِكَمها بالتفصيل، وفي نهاية الكتاب ألقى نظرة على تاريخ الأمم بعد مجيء الإسلام، وتحدث عن الصراع المستمر بين الإسلام والجاهلية، والخير والشر بصورة لم يُسبق إليها. حاول الشيخ تقديم خطة متكاملة للإصلاح، لإزالة الواقع الفاسد، وإقامة البديل الصحيح له، فقدم من خلال عملية النقد معالم الواقع الفاسد، ومن خلال العمل الفكري قدم معالم النظام السليم الذي يجب أن يحل محله.

### إحياء علوم الكتاب والسنة
كان العصر الذي عاش فيه الشاه ولي الله عصر تخلف للمسلمين في الهند، حتى المناهج الدراسية كان يغلب عليها طابع العلوم العقلية والعلوم الآلية، فأحيى الله سبحانه وتعالى به علوم الكتاب والسنة، فترجم القرآن إلى اللغة الفارسية الدارجة حينذاك، ولما رجع من سفر الحج -الذي أسميه رحلته في طلب الحديث- عاد ومعه علوم السنة النبوية، ومن هنا وقف نفسه بعد ذلك لنشرها، وهو عمل لا يدرك فضله إلا من يعرف الظروف التي كان يعيش فيها العلماء وطلاب العلم في ذلك الوقت.

### محاربة الجمود والتقليد
ومن أهم ما قام به الشيخ محاربة الجمود والتقليد في جميع المجالات الفكرية، وخاصة في مجال الفقه؛ فقد قدم ضوابط الاجتهاد مفصلة من خلال كتابيه: «عقد الجيد في أحكام الاجتهاد والتقليد»، و«الإنصاف في بيان أسباب الاختلاف بين الفقهاء والمحدثين»، ومن خلال كتبه في شرح كتب الحديث وغيرها.

## مُؤَلَّفاتُهُ الكامِلَةُ

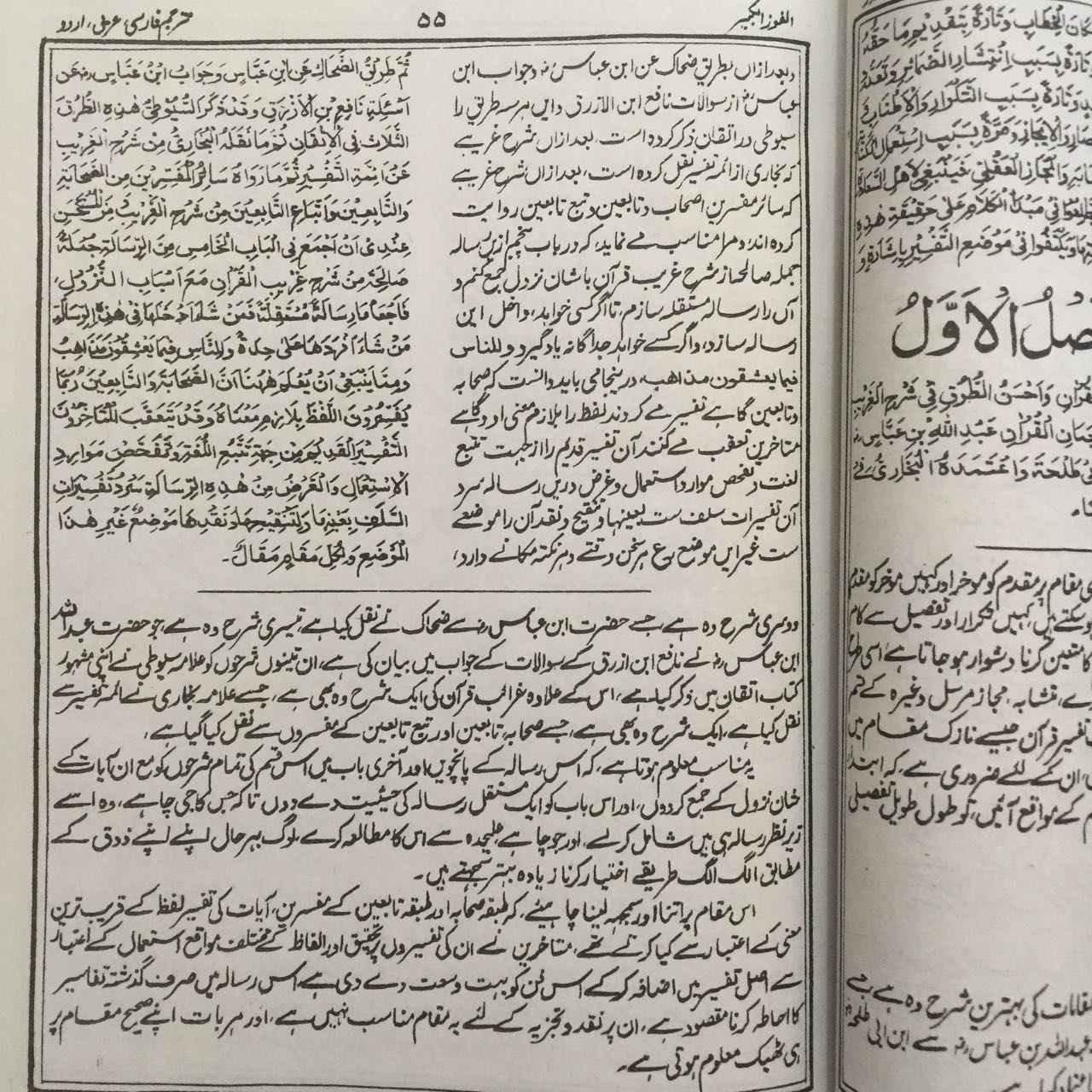
إحدى صفحات كتاب «الفوز الكبير في أصول التفسير» بالفارسية مترجم للعربية.

قد سرد الشيخ محمد زكريا الكاندهلوي أسماء كتبه في مقدمة أوجز المسالك فعدّ له 43 كتاباً ما بين صغير وكبير، وجلها بالعربية وبعضها بالفارسية، أشهرها: حجة الله البالغة، وقد قال ولده عبد العزيز الدهلوي في كتابه إلى أمير حيدر البلكرامي: وكتاب حجة الله البالغة التي هي عمدة تصانيفه في علم أسرار الحديث ولم يتكلم في هذا العلم أحد قبله على هذا الوجه من تأصيل الأصول، وتفريع الفروع، وتمهيد المقدمات والمبادئ، واستنتاج المقاصد منها، وإنما يستنشم نفحات قليلة من هذا العلم في كتاب إحياء العلوم للغزالي، وكتاب القواعد الكبرى للشيخ عز الدين بن عبد السلام المقدسي.
وله في التفسير: الخير الكثير، وفتح الخبير، وترجمة القرآن بالفارسية سماها بفتح الرحمن، والفوز الكبير في أصول التفسير بالفارسية (ترجمه إلى العربية بعض العلماء وهو شامل في المنهاج الدراسي عند أهل الهند وباكستان)، وفي الحديث النبوي: المصفى بالفارسية والمسوّى بالعربية (شرحان على الموطأ)، وشرح تراجم صحيح البخاري، وتأويل الأحاديث، والإرشاد إلى مهمات الإسناد، والفضل المبين في المسلسل من حديث النبي الأمين ﷺ، ومن مصنفاته في السير والأدب: أطيب النغم في مدح سيد العرب والعجم، و (سرور المحزون) مختصر بالفارسي، ملخص من (نور العيون في تلخيص سير الأمين المأمون) لابن سيد الناس، صنفه بأمر الشيخ جان جانان العلوي الدهلوي، وفي الرد على الشيعة: إزالة الخفاء عن تاريخ الخلفاء بالفارسية، وقرة العينين في تفضيل الشيخين، وله غير ذلك. وذكر صاحب اليانع الجني: أن نسخة من إزالة الخفاء وقعت بيد الشيخ العلامة فضل الحق الخير آبادي فكان مولع بها ويكثر النظر فيها، وقال بمحضر من الناس: إن الذي صنف هذا الكتاب لبحر زخار لا يرى له ساحل.

### في الحديث
1. «الأربعين»: مجموعة من أربعين حديثا جامعا، جمعها الشيخ على طريقة الأئمة السابقين بالسند المتصل عن طريق شيخه أبي طاهر المدني ، رغبة في بشارة الرسول حيث قال: «من حفظ على أمتي أربعين حديثا فيما ينفعهم من أمر دينهم، بعثه الله يوم القيامة من العلماء»، وترجمه الشيخ عبد الماجد دريابادي إلى اللغة الأردية، وطبع الكتاب في مطبعة أنوار محمدي، لكناو، الهند، عام 1319هـ.
2. «الإرشاد إلى مهمات الإسناد»: كتيب باللغة العربية جمع فيه الشيخ أحوال مشايخه الذين درس عليهم في رحلة الحج، وتكلم فيه على أسانيدهم، وطبع الكتاب في مطبع أحمدي، جشن خان، دهلي، عام 1307هـ.
3. «شرح تراجم أبواب البخاري»: وهو كتاب نفيس باللغة العربية، تحدث فيه عن شرح تراجم الأبواب (عناوين الأبواب) في «صحيح البخاري»، وتحدث فيه عن كيفية الاستدلال بالأحاديث الواردة في كل باب على ترجمة الباب، فإن هذين الأمرين يدق فهمهما على العلماء وشراح الحديث، ومن هنا قالوا: «فقه البخاري في تراجمه»، وقد وُفق الإمام ولي الله الدهلوي أيما توفيق في ذلك. هذه الرسالة تطبع باستمرار مع نسخة صحيح البخاري المطبوعة في الهند بتعليق الشيخ أحمد علي السهارنفوري.
4. «تراجم أبواب البخاري»: رسالة مختصرة باللغة العربية، تحدث فيها عن قواعد وأصول لفهم تراجم الإمام البخاري في كتابه «الصحيح»، طُبعت هذه الرسالة في مطبع نور الأنوار، آره، عام 1899م، ثم طُبعت مع كتاب «شرح تراجم أبواب البخاري» من قبل دائرة المعارف، حيدر آباد، الدكن، الهند، عام 1323هـ.
5. «فضل المبين في المسلسل من حديث النبي الأمين»: كتاب صغير كتبه الشيخ باللغة العربية عن الحديث المسلسل.
6. «المسوى شرح الموطا»: شرح وجيز لـ«موطأ الإمام مالك» باللغة العربية، اهتم فيه ببعض القضايا المتعلقة بشرح الحديث، طبع الكتاب عدة طبعات، وهو كتاب متداول معروف.
7. «المصفى شرح الموطا»: ترجمة لـ«موطأ مالك»، وشرحه الإمام شرحا وجيزا باللغة الفارسية، وهو متداول معروف طبع عدة طبعات، منها طبعة كتب خانه رحيمية، سنهري مسجد، دهلي، الهند. ويظهر من هذا الاهتمام أهمية «الموطأ» لدى الإمام، والسبب في ذلك كما يقول في مقدمة الكتاب أنه «كان مشوشا لفترة غير قصيرة لاختلاف الفقهاء، ولكثرة مذاهب العلماء وآرائهم، ومنازعاتهم الكثيرة، وسبب التشويش أن التعيين أمر مهم للعمل، ولا يمكن ذلك إلا عن طريق الترجيح، ولكنني وجدت وجوه الترجيح مختلف فيها كذلك، فسعيت هنا وهناك، واستعنت بكل واحد، لكن لم أعد بطائل، فتوجهت إلى الله عز وجل أتمتم بهذه الكلمات الدعائية {لَئِنْ لَمْ يَهْدِنِي رَبِّي لأَكُونَنَّ مِنَ الْقَوْمِ الضَّالِّينَ}، {إِنِّي وَجَّهْتُ وَجْهِيَ لِلَّذِي فَطَرَ السَّمَاوَاتِ وَالأَرْضَ حَنِيفًا وَمَا أَنَا مِنَ الْمُشْرِكِينَ}، فتمت الإشارة إلى كتاب «الموطأ» للإمام مالك بن أنس».
8. «النوادر من أحاديث سيد الأوائل والأواخر»: كتب هذا الكتاب باللغة العربية، وطبعته مطبعة نور الأنوار، آره.
9. «الدر الثمين في مبشرات النبي الأمين»: وهو رسالة صغيرة جمع فيها المؤلف الرؤى التي بشره فيها النبي هو وآباؤه، وقد أورد بعض هذه البشارات في آخر كتابه «التفهيمات الإلهية» كذلك، وقد طبع «الدر الثمين» في مطبع أحمدي، دهلي، الهند.
10. «أنسان العين في مشايخ الحرمين»: رسالة مختصرة جمع فيها تراجم مشايخه في مكة المكرمة والمدينة المنورة، وضمنه كتابه أنفاس العارفين.

### في أصول الدين وفلسفة الشريعة
1. «حجة الله البالغة»: يعتبر هذا الكتاب لدى المحققين من أهم كتب الإمام ولي الله الدهلوي على الإطلاق، كتبه باللغة العربية، ويرى بعض المحققين أنه أول كتاب يدون في موضوع فلسفة الدين عموما وفي فلسفة الإسلام خصوصا، تحدث فيه عن أسرار الشريعة، و-في رأي الأستاذ المودودي- قدم الشيخ من خلاله تصوره الكامل للنظام الحضاري المتكامل للإسلام. وهو كتاب متداول معروف، وقد ترجم إلى لغات كثيرة منها اللغة الأردية، واللغة الفارسية، واللغة الإنجليزية (ترجمه إلى اللغة الإنجليزية الدكتور محمد الغزالي) طبع في اللغة العربية أكثر من طبعة، ومن أواخر الطبعات المتداولة طبعة دار الجيل بتحقيق: الشيخ سيد سابق.
2. «البدور البازغة»: هو أيضا من أهم كتب الإمام ولي الله الدهلوي، وموضوعه يقرب من موضوع الكتاب السابق، كتبه باللغة العربية، طبع في سلسلة مطبوعات المجلس العلمي بدابهيل سورت، الهند، عام 1354هـ.
3. «حسن العقيدة»: رسالة مختصرة بالعربية عن العقيدة.
4. «المقدمة السنية في انتصار الفرقة السنية»
5. «التفهيمات الإلهية»: كتاب باللغتين العربية والفارسية، وعدّه البعض من كتبه في التصوف والسلوك، لكنه في الحقيقة كتاب جمع فيه الشيخ آراءه في مسائل متنوعة جدا، على غرار كتاب «صيد الخاطر» لابن الجوزي، منها قضايا متعلقة بالتصوف والسلوك، ومنها حوادث ووقائع وقعت للمؤلف، ومنها آراؤه في تفسير بعض الآيات، ومنها شرحه لبعض الأحاديث، ومنها قضايا متعلقة بطبيعة الدين والشريعة، وفلسفتهما، ومنها قضايا متعلقة بالإصلاح والتقويم للأوضاع القائمة في عصره، ومنها الإشارات إلى الانحرافات العقدية، فهو كشكول عالم حوى معارف متنوعة، وقد طبع الكتاب ضمن سلسلة مطبوعات المجلس العلمي بدابهيل سورت، الهند، عام 1355هـ.

### في التصوف والسلوك
1. «ألطاف القدس»: كتبه باللغة الفارسية، تحدث فيه عن فلسفة التصوف ولطائفه، وعن مقامات النفس، وعن قوى الإنسان الباطنية، طبع في مطبع أحمدي، دلهي، الهند.
2. «فيوض الحرمين»: كتبه باللغة العربية، تحدث فيه عن المشاهدات المنامية، والمعارف الروحانية، طبع في مطبع أحمدي بدهلي، مع ترجمته باللغة الأردية عام 1308هـ.
3. «القول الجميل في بيان سواء السبيل»: كتبه باللغة العربية، تحدث فيه عن آداب الشيخ والمريد، وعن البيعة، وتاريخ نظام التصوف والسلوك.
4. «سطعات»: كتبه الشيخ ولي الله الدهلوي بالفارسية، تحدث فيه عن قضايا علم الكلام والعقيدة، وعن بعض المسائل في التصوف والسلوك، طبع في مطبع أحمدي، دهلي، عام 1929م، ثم توالت طبعاته في أماكن أخرى أيضا.
5. «الانتباه في سلاسل الأولياء»: كتب هذا الكتاب باللغة الفارسية عن سلاسل الصوفية المختلفة وتاريخها، طبع في مطبع أحمدي، عام 1311هـ.
6. «همعات»: كتبه باللغة الفارسية، تحدث فيه عن مراحل أربع في نشأة التصوف وارتقائه، وبيّن خصائص كل مرحلة، طبع الكتاب في تحفه محمدية، دهلي، الهند.
7. «شفاء القلوب»: باللغة الفارسية.
8. «لمعات»: باللغة الفارسية.
9. «كشف الغين عن شرح الرباعيتين»: باللغة الفارسية، شرح في هذا الكتاب باللغة الفارسية رباعيتين لأحد الصلحاء المعروفين وهو خواجه باقي بالله، وطبع الكتاب عام 1310هـ، في مطبعة مجتبائي، دهلي، الهند.
10. «فتح الودود لمعرفة الجنود»: كتبه باللغة العربية.
11. رسالة في جواب رسالة الشيخ عبد الله بن عبد الباقي حسب اقتضاء كشفه.
12. «الهوامع»: كتاب شرح فيه القصيدة الدعائية بعنوان «حزب البحر» للشيخ أبي الحسن الشاذلي.

### في أصول الفقه
1. «الإنصاف في أسباب الاختلاف»: هذا الكتاب مع وجازته من أفضل الكتب المؤلفة في هذا الموضوع، وخاصة إذا نظر الإنسان إليه في الظروف التي ألف فيها، وقد طبع الكتاب مرات عديدة باللغة العربية، آخرها طبعة دار النفائس، بيروت، بتحقيق: الشيخ عبد الفتاح أبو غدة، وقد ترجم إلى عدة لغات، منها اللغة الأردية، ترجمه إليه الشيخ صدر الدين إصلاحي، وهذه الترجمة متداولة معروفة، وترجم إلى اللغة الفارسية كذلك.
2. «عقد الجيد في أحكام الاجتهاد والتقليد»: تحدث في هذا الكتاب عن حكم الاجتهاد، وعن شروط المجتهد، وأنواعه، ومواصفاته، وعن تقليد المذاهب الأربعة، عن تقليد العالم للعالم، وغير ذلك من المسائل المتعلقة بهذا الموضوع، وقد ضمن الأستاذ فريد وجدي هذا الكتاب في دائرة معارفه تحت كلمة «جهد»، وقد طبع الكتاب مع ترجمته المسماة بـ«سلك مرواريد» في مطبع مجتبائي، دهلي، الهند، عام 1310هـ.

### في السيرة والتاريخ والأدب
1. «قرة العينين في تفضيل الشيخين»: كتبه الإمام باللغة الفارسية لإثبات فضل الشيخين أبي بكر الصديق، وعمر الفاروق، ورد فيه على مزاعم الشيعة، والكتاب مطبوع متداول.
2. «إزالة الخفاء عن خلافة الخلفاء»: كتبه باللغة الفارسية، ويعتبر من أشهر كتب الشيخ الشاه ولي الله وأهمها بعد «حجة الله البالغة»، هذا الكتاب ضمنه الشيخ أفكاره السياسية، وتحدث فيه عن مفهوم الخلافة وإثباتها بالكتاب والسنة. ويتضمن الرد على كثير من فِرى الشيعة والروافض، وطبع عدة طبعات.
3. «أنفاس العارفين»: هذا الكتاب يتضمن سبع رسائل تالية: «بوارق الولاية»، «شوارق المعرفة»، «الإمداد في مآثر الأجداد»، «النبذة الإبريزية في اللطيفة العزيزية»، «العطية الصمدية في الأنفاس المحمدية»، «أنسان العين في مشايخ الحرمين»، «الجزء اللطيف في ترجمة العبد الضعيف». في الغالب تتضمن هذه الرسائل السبع تراجم آباء الشيخ ولي الله الدهلوي وأجداده ومشايخه، لكنه ضمن هذا الكتاب بحكايات خيالية كثيرة، ولم يسلك فيه المنهج العلمي في التأكد من القصص والأخبار في الغالب، والكتاب مطبوع، في مطبع مجتبائي، دهلي، الهند، عام 1917م.
4. «سرور المحزون»: لخص فيه سيرة الرسول بالفارسية من كتاب «نور العيون في سيرة الأمين والمأمون»، بطلب من الشيخ مظهر جان جانان، وطبع الكتاب في مطبع جيون بركاش، دهلي، الهند.
5. «أطيب النغم في مدح سيد العرب والعجم»: شرح فيه قصيدته البائية في نعت الرسول ، وطبع في مطبع مجتبائي، دهلي، عام 1308هـ.
6. «ديوان الشعر العربي»: جمعه ولده الشاه عبد العزيز، ورتبه ابنه الثاني الشاه رفيع الدين.

### في التفسير وعلوم القرآن
1. «الفوز الكبير في أصول التفسير»: هذا الكتاب أصله في اللغة الفارسية، لكنه ترجم إلى اللغات الأخرى، وهذه التراجم هي المتداولة الآن، ترجم إلى اللغة العربية مرتين؛ الترجمة الأولى قام بها الشيخ محمد منير الدمشقي الأزهري، والترجمة الثانية للشيخ سيد سليمان الندوي، ولم يترجم أحدهما مبحث «الحروف المقطعات» فترجمه الشيخ محمد إعزاز علي الأمروهي، وألحقه بالكتاب، والكتاب يشتمل على أربعة أبواب على النحو التالي: الباب الأول: في العلوم الخمسة التي بينها القرآن العظيم بطريق التنصيص؛ وهي علم الأحكام، وعلم مناظرة أهل الكتاب والمشركين والمنافقين، وعلم التذكير بآلاء الله، وعلم التذكير بأيام الله، وعلم التذكير بالموت وما بعده. الباب الثاني: في بيان وجوه الخفاء في معاني نظم القرآن. تناول في هذا الباب شرح الغريب، المواضيع الصعبة في فن التفسير، حذف بعض أجزاء وأدوات الكلام، المحكم والمتشابه، الكناية، التعريض، والمجاز العقلي. الباب الثالث: في بديع أسلوب القرآن. وتناول في هذا الباب إعجاز القرآن. الباب الرابع: في بيان فنون التفسير وحل اختلاف ما وقع في تفسير الصحابة والتابعين. والكتاب مطبوع متداول مشهور، ومعه الرسالة الثانية التي تعتبر ملحقة بـ«الفوز الكبير»، وهي «فتح الخبير».
2. "فتح الخبير بما لابد من حفظه في علم التفسير": كتبه الشاه باللغة العربية، ويعتبر تكملة لـ«الفوز الكبير»، تناول فيه حسب السور القرآنية تفسير غريب القرآن، وبعض أسباب النزول وخاصة ما لا يمكن فهم الآية إلا بها، يقول الشيخ في مقدمته: "يقول العبد الضعيف ولي الله بن عبد الرحيم -عاملهما الله بلطفه العظيم- هذه جملة من شرح غريب القرآن من آثار حبر هذه الأمة عبد الله بن عباس ما، سلكت فيها طريق ابن أبي طلحة، وكملتها من طريق الضحاك عنه، كما فعل ذلك شيخ مشايخنا الإمام الجليل جلال الدين السيوطي في كتابه "الإتقان" -أعلى الله درجته في الجنان-، ورأيت بعض الغريب غير مفسر في تينك الطريقين، فكملته من طريق نافع بن الأزرق عنه، وبما ذكره البخاري في "صحيحه" فإنه أصح ما يروى في هذا الباب، ثم بغير ذلك مما ذكره الثقات من أهل النقل، وقليل ما هو، وجمعت مع ذلك ما يحتاج إليه المفسر من أسباب النزول منتخبا له من أصح تفاسير المحدثين الكرام أعني "تفسير البخاري" و"الترمذي" و"الحاكم" -أعلى الله منازلهم في دار السلام-، فجاءت بحمد الله رسالة مفيدة في بابها عدة نافعة لمن أراد أن يقتحم في عبابها، وسميتها "فتح الخبير بما لابد من حفظه في علم التفسير".
3. «تأويل الأحاديث في رموز قصص الأنبياء»: كتيب صغير كتبه باللغة العربية طبع مع ترجمته بالأردية في مطبع أحمدي بدهلي في حوالي ثمانية وثمانين صفحة، وقد تناول فيه قصص بعض الأنبياء بالبحث. ويعتبر هذا الكتاب من أهم كتب الشاه؛ لأن الموضوع الذي تناوله فيه خطير، ولأن الشيخ تناول القصص القرآنية المتعلقة بالأنبياء ومعجزاتهم بالتأويل، وحاول أن يقربها إلى الأفهام عن طريق التأويل. والخطورة فيه أنه أخرج هذه الحوادث من أن تكون معجزات أو خوارق للعادات؛ فإنه يرى كل القصص والمعجزات التي حصلت للأنبياء عليهم السلام أنها من قبيل المنامات والرؤى، ومن ذلك في رأيه: إخراج آدم من الجنة، وإلقاء إبراهيم في النار من قبل نمروذ، وعصا موسى، عليهم السلام، يقول:«اعلم أن الأحوال الطارئة على نفوس الكمال والواقعات المنتظمة في المثال تكملة لهم، حكمها حكم المنام، وكذلك الحوادث الواقعة كلها منامات»، وقد ذكر في هذا الكتاب بعض القواعد والضوابط بناها على فلسفته المتعلقة بـ«عالم المثال»، وأول قصة آدم وخروجه من الجنة بناء على تلك الفلسفة كنموذج، ثم قال: «هذا كله منام ورؤيا، تعبيره أن الله أراد به أن يصير خليفة في الأرض، ويبلغ إلى كماله النوعي، وأما نهيه عن الشجرة، ثم إلقاء وسواس الشيطان ثم معاتبته، وإخراجه فكله صورة التقريب بحسب خروجه عن عالم المثال إلى الناسوت تدريجا». ويرى الشيخ ولي الله الدهلوي أن المعجزات لا تكون خارقة للعادة تماما، ولا تكون مخالفة لها بالكامل، بل تبقى واسطة العادة معها في مرتبة ما، يقول في ذلك: «اعلم أن الله إذا أظهر خارق عادة لتدبير فإنه إنما يظهر في ضمن عادة ولو ضعيفة؛ فالخوارق أسباب ضعيفة كأنها وجدت مشايعة لنفاذ قضاء الله وعنايته بالأسباب الأرضية لئلا يخترق العادة من كل وجه، وفي القرآن والسنة إشارات تدل عليها، وفي القصة إيماء وفحوى مما يعرفها العارف، بل كل لبيب منصف»، وهكذا يستمر في تأويل القصص القرآنية، ويذكر التوجيهات المادية للحوادث التي حصلت للأنبياء عليهم السلام، فيرى على سبيل المثال أن نار نمروذ بردت لأن الله سبحانه وتعالى أرسل عليها هواء من الزمهرير، وأن البحر انفلق لموسى ولقومه بسبب الهواء، وأن مساكن ثمود كانت الجبال والمغارات فكان أقرب أنواع العذاب في حقهم الزلزال والصيحة. ويقول عن معجزة شق القمر لرسول الله: «وليس يجب انشقاقه البتة انشقاقا لعين القمر، بل يمكن أن يكون ذلك بمنزلة الدخان وانقضاض الكوكب، والكسوف، والخسوف، فما يظهر في الجو لأعين الناس، فيستعمل بإزائها في اللغة العربية ألفاظ وضعت لا يقع على نفس هذه الأشياء»، وبهذا قد شذ الشيخ الشاه ولي الله في كثير من تأويلاته لقصص الأنبياء ومعجزاتهم في كتابه هذا واختار منهجا يتعارض مع المنهج المختار لدى عامة أهل السنة.
4. «المقدمة في قوانين الترجمة»: هذه الرسالة التي لا يتجاوز حجمها عشر صفحات كتبها الشيخ أثناء ترجمته للقرآن الكريم، وهي رسالة مهمة جدا؛ لأن الشيخ عانى من مشاكل الترجمة بنفسه، ومن هنا تكون لها قيمتها وأهميتها برغم صغر حجمها.

## وُجُهاتُ نَظَرِهِ

### رأيه عنالشيعة
في إحدى رسائله المتوفرة في مجموعة المخطوطات في رامبور ، يطلب من الحكام المسلمين بقيادة أحمد شاه بهادر حظر على الاحتفالات الدينية العامة للشيعة وإصدار أوامر صارمة ضد بعض الاحتفالات التي يقوم بها الشيعة: "أوامر صارمة ينبغي إصدار أمر في جميع المدن الإسلامية بحظر إقامة الشعائر الدينية التي يمارسها غير المسلمين علناً" وفي العاشر من محرم لا ينبغي السماح للشيعة بتجاوز حدود الاعتدال، ولا ينبغي لهم أن يقولوا أو يفعلوا أشياء تعتبر مسيئة من قبل المسلمين الآخرين مثل شتم الصحابه في الشوارع أو الأسواق

### رأيه عنإمبراطورية ماراثا
كما ذكرنا كان الشاه ولي الله الدهلوي يضطهد إمبراطورية ماراثا وكان له دور في بعض المعارك التي حدثت بين المسلمين ضد هذه الإمبراطورية ومن اهم المعارك هي معركة باني بت الثالثة حيث كان هو سبب هذه المعركة فبعد ان سيطرت إمبراطورية ماراثا على دهلي دعا شاه ولي الله الدهلوي القائد الأفغاني أحمد شاه الدراني بمحاربه إمبراطورية ماراثا وتم قبول الدعوة من أحمد شاه الدراني ومن بعدها حدثت معركة باني بت الثالثة 

### رأيه عنالعرب
دعا ولي الله الدهلوي إلى الالتزام بالثقافة العربية الإسلامية. يعتقد شاه ولي الله أن: " المسلمين الغير العرب بغض النظر عن المكان الذي يعيشون فيه، وأينما يقضون أيام شبابهم، يجب عليهم ان يتعلمو اللغه العربيه لكي يفهمو القرأن الكريم والأحاديث. 

## وَفاتُهُ
توفي الشاه ولي الله في 29 من محرم سنة 1176هـ في دهلي، ودفن في مقبرة آباءه خارج (باب دهلي)، وله اثنتان وستون سنة.

## بَدَأَ حَرِّكَهُ الدُّيوبَنْدِيّةُ

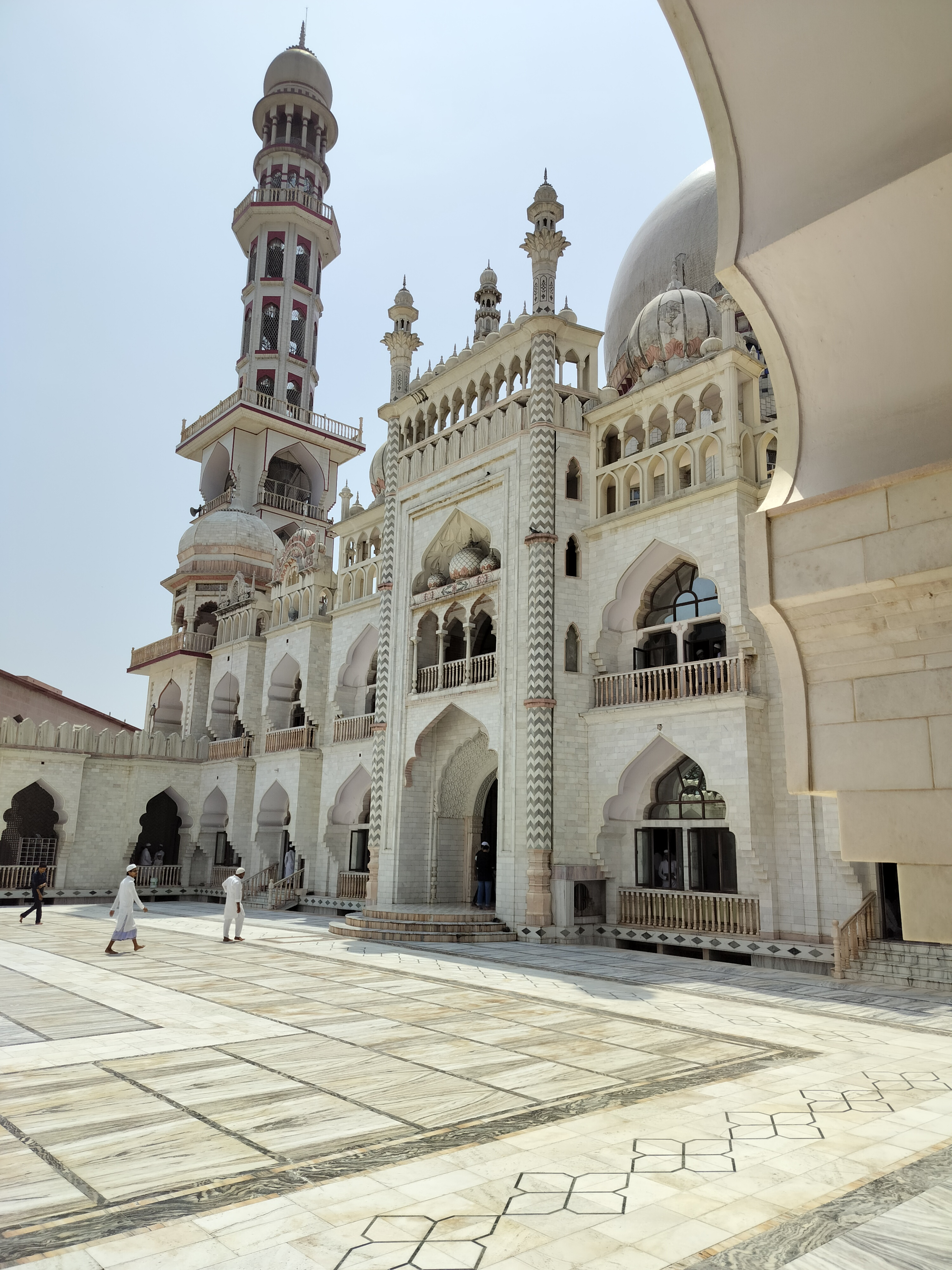
مدينة ديوبند التي خرجت منها حركة الديوبندية

على مذهب شاه ولي الله، كتب ابنه الشاه عبد العزيز الدهلوي كتاب اسمه التحفة الإثني عشرية ، وهو ثاني رد على مذهب الشيعة باللغة الفارسية ويعتبر من اشهر الكتب السنيه في نقد الشيعة وقد اخذ الكتاب شهره واسعه حتا اصبح يتم اضطهاد الشيعة في جنوب آسيا، وبعد مرور اكثر من 50 عامًا على وفاه شاه ولي الله، أنشأ أتباعه المثقفون حركة جهادية في المناطق التي تقع الآن شمال باكستان وكان أحد قادتها إسماعيل بن عبد الغني الدهلوي. الموقف السياسي القوي ضد الاستعمار التي جعلت الجماعة تكتسب العديد من الأتباع
وبعد عقود قليلة من فشل هذه الحركة، توصل أتباع شاه ولي الله إلى نتيجة أنهم لا يملكون القدرة على النجاح في المجالين العسكري والسياسي. لذلك اتخذوا طريقة محافظة أخرى. وفي النصف الثاني من القرن التاسع عشر قام أحد العلماء البارزين التابعين لمدرسة شاه ولي الله، وهو شخص يُدعى محمد قاسم النانوتوي بتأسيس المدرسة الديوبندية في بلده ديوبند ويعتبر شيوخ مدرسة دار العلوم ديوبند أن الشاه ولي الله الدهلوي كبير طريقتهم ويقلدون محمد قاسم النانوتوي في الأصول والتي خرجت منها طالبان التي هدفها رفع افكار واتباع الشاه ولي الله والنجاح في المجال العسكري والسياسي لأتباع الشاه ولي الله والقضاء على الشيعة

## اُنْظُرْ أَيْضًا
- تاج الدين القلعي
- عبد الحق الدهلوي
- عبد الحكيم السيالكوتي
- نظام الدين السهالوي
- محب الله بن عبد الشكور البهاري
- عبد الحي اللكنوي
- حبيب الرحمن الأعظمي
- الديوبندية
- محمد قاسم النانوتوي

## المَصادِرُ
- المكتبة الشاملة
- الإعلام بمن في تاريخ الهند من الأعلام

1. 1 2 3 4  . ص. 21 https://ia802807.us.archive.org/25/items/THETHEOLOGICALTHOUGHTOFFAZLURRAHMANTHESISBYAHADMAQBOOLAHMED/THE-THEOLOGICAL-THOUGHT-OF-FAZLUR-RAHMAN-THESIS-BY-AHAD-MAQBOOL-AHMED.pdf. {{استشهاد ويب}}: |url= بحاجة لعنوان (مساعدة) والوسيط |title= غير موجود أو فارغ (من ويكي بيانات) (مساعدة)
2. ↑  AA.VV. (1913)، Encyclopédie de l’Islam (بالفرنسية والإنجليزية والألمانية والعربية)، QID:Q1145236
3. 1 2   https://archive.org/details/misquotingmuhamm0000brow/page/28/mode/2up?q=dilawhi&view=theater. {{استشهاد ويب}}: |url= بحاجة لعنوان (مساعدة) والوسيط |title= غير موجود أو فارغ (من ويكي بيانات) (مساعدة)
4. ↑  . ص. xxiv https://archive.org/details/book-shah-wali-allah-hujjat-allah-al-baligha.-english/page/n23/mode/2up. {{استشهاد ويب}}: |url= بحاجة لعنوان (مساعدة) والوسيط |title= غير موجود أو فارغ (من ويكي بيانات) (مساعدة)
5. ↑  كتاب: الفضل المبين في المسلسل من حديث النبي الأمين، تأليف: الشاه ولي الله الدهلوي، تحقيق: محمد عاشق إلهي البرني المدني، الناشر: دار الكتاب ديوبند، سنة الطباعة: 1418هـ، ص: 7
6. ↑  كتاب: المختار المصون من أعلام القرون: مختارات تسعة عشر كتاباً من القرن الثامن حتى القرن الثالث عشر، تأليف: محمد بن حسن بن عقيل موسى، الناشر: دار الأندلس الخضراء، شيخ الإسلام ولي الله بن عبد الرحيم الدهلوي، ص: 1386.
7. ↑  عبد الحي الحسني (1999)، الإعلام بمن في تاريخ الهند من الأعلام المسمى بـ (نزهة الخواطر وبهجة المسامع والنواظر)، بيروت: دار ابن حزم، ج. 6، ص. 856، QID:Q120998512 – عبر المكتبة الشاملة
8. ↑  "المدرسة الديوبندية في شبه القارة الهندية (التراث حصنًا)". مؤرشف من الأصل في 2023-01-30.
9. ↑  "التعريف بالديوبندية ونشأتها وأهم زعمائها وفرقها". موسوعة الفرق. الدرر السنية. مؤرشف من الأصل في 19 أغسطس 2017. اطلع عليه بتاريخ جمادى الثانية 1437 هـ. {{استشهاد ويب}}: تحقق من التاريخ في: |تاريخ الوصول= (مساعدة)
10. ↑  مقدمة كتاب: الفضل المبين في المسلسل من حديث النبي الأمين، تأليف: الشاه ولي الله الدهلوي، تحقيق: محمد عاشق إلهي البرني المدني، الناشر: دار الكتاب ديوبند، سنة الطباعة: 1418هـ، ص: 13-14.
11. ↑  "REFORMERS - Shah Wali Ullah" (PDF). مؤرشف من الأصل (PDF) في 2023-10-01.
12. ↑  "ولي الله الدهلوي علامة الهند المُجدد المُصلح". مؤرشف من الأصل في 2023-10-31.
13. ↑  "دعوة الحق - الشاه ولي الله الدهلوي: موجز عن حياته وأفكاره". مؤرشف من الأصل في 2023-10-31.
14. ↑  "شاه ولي الله الدهلوي - علماء الشريعة - المحدثون". مؤرشف من الأصل في 2023-10-31.
15. ↑  "شاه ولي الله الدهلوي - علماء الشريعة - المحدثون". قصة الإسلام. مؤرشف من الأصل في 2023-10-01.
16. ↑  "الشيخ شاه ولي الله". شبكة المدراس الإسلامية. مؤرشف من الأصل في 2023-09-05.
17. ↑  "~ سيرة كبار اعلام الصوفيه القدماء~ - صفحة 2". مؤرشف من الأصل في 2023-10-01.
18. ↑  "الحركات «الجهادية» في الهند". مؤرشف من الأصل في 2023-09-04.
19. ↑  "دعوة الحق - الشاه ولي الله الدهلوي: موجز عن حياته وأفكاره". مؤرشف من الأصل في 2023-10-01.
20. 1 2 3  مقدمة كتاب: الفضل المبين في المسلسل من حديث النبي الأمين، تأليف: الشاه ولي الله الدهلوي، تحقيق: محمد عاشق إلهي البرني المدني، الناشر: دار الكتاب ديوبند، سنة الطباعة: 1418هـ، ترجمة الشاه ولي الله بن عبد الرحيم الدهلوي، ص: 7-10.
21. 1 2 3  كتاب: المختار المصون من أعلام القرون: مختارات تسعة عشر كتاباً من القرن الثامن حتى القرن الثالث عشر، تأليف: محمد بن حسن بن عقيل موسى، الناشر: دار الأندلس الخضراء، شيخ الإسلام ولي الله بن عبد الرحيم الدهلوي، ص: 1386-1391.
22. ↑  كتاب: الفضل المبين في المسلسل من حديث النبي الأمين، تأليف: الشاه ولي الله الدهلوي، تحقيق: محمد عاشق إلهي البرني المدني، الناشر: دار الكتاب ديوبند، سنة الطباعة: 1418هـ، حديث مسلسل بالأشاعرة، ص: 63.
23. ↑  "شيخ الإسلام الإمام شاه ولي الله الدهلوي أشعرياً، صوفياً، مذهبياً". موقع نداء الهند. مؤرشف من الأصل في 2018-10-02.
24. ↑  خزائن الحكمة، شاه ولي الله الدهلوي، 143، طبعة بيروت
25. ↑  خزائن الحكمة، شاه ولي الله الدهلوي، 145، طبعة بيروت
26. ↑  "أحمد بن عبد الرحيم الدهلوي الأرشيف". الجامع لعلوم القرآن الكريم. مؤرشف من الأصل في 2023-10-01.
27. ↑  "عبد الرحيم بن وجيه الدين الدهلوي". تراجم عبر التاريخ. مؤرشف من الأصل في 2023-10-01.
28. ↑  "التعريف بكتاب الفتاوى العالمكيرية الخطوات العملية في سبيل التأليف". مؤرشف من الأصل في 2023-10-01.
29. ↑  "ولي الله الدهلوي علامة الهند المُجدد المُصلح". إسلام ويب. مؤرشف من الأصل في 2023-10-01.
30. ↑  "شاه ولی الله دهلوی المؤلِّف الهندي". المكتبة. مؤرشف من الأصل في 2023-10-01.
31. ↑  "شاه ولي الله الدهلوي". مؤرشف من الأصل في 2023-08-31.
32. ↑  "(فتح الرحمن بترجمة القرآن أنموذجًا) أصول وأسلوب منهج الإمام". مؤرشف من الأصل في 2023-11-16.
33. ↑  "Shah Waliullah Dehlawi". مؤرشف من الأصل في 2023-10-25.
34. ↑  "شاه ولي الله – الرجل الذي دعا العبدلي لمحاربة المراثا في بانيبات". مؤرشف من الأصل في 2023-10-25.
35. ↑  "Role of Muslim Clergy in Medieval Society of the Indian Subcontinent". مؤرشف من الأصل في 2023-10-25.
36. ↑  مقدمة كتاب: الفضل المبين في المسلسل من حديث النبي الأمين، تأليف: الشاه ولي الله الدهلوي، تحقيق: محمد عاشق إلهي البرني المدني، الناشر: دار الكتاب ديوبند، سنة الطباعة: 1418هـ، ترجمة الشاه ولي الله بن عبد الرحيم الدهلوي، ص: 10.
37. ↑  كتاب: المختار المصون من أعلام القرون: مختارات تسعة عشر كتاباً من القرن الثامن حتى القرن الثالث عشر، تأليف: محمد بن حسن بن عقيل موسى، الناشر: دار الأندلس الخضراء، شيخ الإسلام ولي الله بن عبد الرحيم الدهلوي، ص: 1391.
38. ↑  "التحفة الإثني عشرية". مؤرشف من الأصل في 2024-09-21.
39. ↑  "معركة بالاكوت". مؤرشف من الأصل في 2023-11-20.
40. ↑  "شاه ولی‌الله دهلوی". مؤرشف من الأصل في 2023-11-20.
41. ↑  "الديوبندية.. تعرف إلى فكر المدرسة الدينية التي خرجت منها «طالبان»". مؤرشف من الأصل في 2023-02-03.

## وَصَلاتٌ خارِجيَّةٌ
- شيخ الإسلام الإمام شاه ولي الله الدهلوي أشعرياً، صوفياً، مذهبياً بقلم: د. عبد النصير المليباري الشافعي الأشعري